# Andreas Ludolf Jacobi
Andreas Ludolf Jacobi (* 21. Januar 1746 in Hannover; † 22. Juli 1825 in Celle) war Jurist und Landsyndicus der Landschaft des Fürstentums Lüneburg.

## Leben
Andreas Ludolf Jacobi war Sohn des lutherischen Geistlichen Johann Friedrich Jacobi. Er besuchte zunächst die Schule in Celle und von 1761 bis 1764 die Klosterschule Ilfeld. Danach studierte er von Herbst 1764 bis Ostern 1768 Rechtswissenschaften an der Universität Göttingen. 1768 wurde er in Celle als Advokat zugelassen und zugleich zum Auditor der Burgvogtei Celle ernannt. 1773 gab er die Advokatur auf und trat in die ständischen Dienste der Ritterschaft des Fürstentums Lüneburg ein. 1775 wurde er deren Syndicus und behielt dieses Amt 50 Jahre lang bis zu seinem Tod. Auf ihn geht das Celler Entbindungshaus (1784) und das Ritterschaftliche Creditinstitut der Lüneburger Landschaft (1790) zurück. 1792 begleitete er seine Schwester Caroline (1757–1833), „Vice-Domina“ des Klosters Heiligenrode, nach London, wo sie als Nachfolgerin von Fanny Burney Hofdame und Keeper of the Robes bei Königin Charlotte wurde. Die Rückreise führte ihn über Paris und Lille, wo er seine ersten Erfahrungen mit der Französischen Revolution machte. Seine Sympathien für ihre modernen Denkansätze wurden ihm in der Heimat angekreidet, aber vom Landesherrn unterstützt. Einen erheblichen Anteil hatte er an der 1802 vergleichsweise früh ergangenen Gemeinheitsteilungsordnung für das Fürstentum Lüneburg. Wie sein Vater war er aktives Mitglied der von diesem mit begründeten Celler Landwirtschaftsgesellschaft. Während der Aufhebung der landständischen Verfassung in der Franzosenzeit war er 1810 königlich westfälischer Direktor der indirekten Steuern in Lüneburg, dann in Uelzen. 1811 wurde Jacobi interimistischer Domänendirektor in Magdeburg und 1813 in Braunschweig. Nach den Befreiungskriegen trat er wieder in die ständischen Dienste ein. Er war hannoverscher Hofrat und wurde 1823 Ehrendoktor der Universität Göttingen.

## Familie
Andreas Ludolf Jacobi war in erster Ehe mit Louise Sophie Charlotte Schweppe († 1787) verheiratet. In zweiter Ehe heiratete er 1788 Wilhelmine Thaer, die Schwester seines Freundes Albrecht Daniel Thaer. Aus dieser zweiten Ehe entstammt der hannoversche General Carl (von) Jacobi.